# اس‌اس جده
اس‌اس جده (به انگلیسی: SS Jeddah) یک کشتی مسافربری بریتانیایی در اواخر سده بیستم بود که در سال ۱۸۸۰ افسران بریتانیایی مسئولش هنگامی که متوجه شدند در حال غرق شدن است، آن را با ۷۰۰ مسافرش رها کردند.
این کشتی در سال ۱۸۷۲ در دامبرتون اسکاتلند و برای انتقال مسافران برای حج ساخته شد و مالکش یک تاجر ثروتمند سنگاپوری بود.